# Башня Волкова
Башня Волкова — одна из башен Смоленской крепостной стены.

## Местонахождение и внешний вид
В первом ярусе, в цокольном этаже — четыре боевых окна и дверной проём во внутренней стене. Из первого яруса во второй вели две каменные лестницы, устроенные в толще примыкающих башне участков стены. На площадках лестниц в сторону города — три боевых окна. Во втором ярусе — четыре боевых окна и дверной проём. В третьем ярусе — четыре боевых окна и два проёма, выходившие на боевой ход стены. Четвёртый ярус находился на уровне зубцов, в которых было 28 боевых окон.
В старину подступы к башне прикрывал деревянный тарас, заполненный землёй, который в 1692 году из-за ветхости обвалился.

## История
В 1681 году дверной проём во внутренней стене на всю высоту и окна подошвенного боя в цоколе были засыпаны землёй, «чтоб в город и из города порою хода не было». К 1692 году возникла реальная угроза обрушения башни, у которой во внешней стене появились большие сквозные трещины от подошвы до зубцов.
В 1701—1706 годах первый этаж башни был переоборудован под склад пороха. Состояние кладки стены значительно ухудшилось в 1812 году после обстрела французской артиллерией, штурма города и пожара в нём.
В 1877 вместо бойниц были сделаны окна с плоскими наличниками. Исчезли угловые резные карнизы. Зубцы перестроенной башни не имели бойниц. Башня была выкрашена в тёмно-розовый цвет, а белокаменный цоколь — в чёрный; карнизы, верх зубцов, наличники у входа — побелены известью.
В 1923 году в башне размещался архив. Часть помещений использовалось под жильё. Позднее в башне находилась база. В годы Великой Отечественной войны башня сильно пострадала от воздушных налётов германской авиации.
В 1943—1950 годах для укрепления башни её стены были усилены металлическими стяжками. Однако разрушение башни продолжалось, и в настоящее время она является наиболее разрушенной из сохранившихся. В подошве стены был сделан каменный водосток.